# 鹿野忠雄
鹿野忠雄（日语：／ Kano Tadao，1906年10月24日—？），日本博物學家、探險家、昆蟲學家、文化人類學家暨民俗學家，生於東京，曾於台灣求學並進行長期的學術研究。
鹿野忠雄是日治時期後期，在台日本人當中相當著名的博物學及人文學者，主攻地理、昆蟲、植物、台灣原住民、地質與地形，研究學術範圍相當綜博。1944年之前，他共發表153篇論文及兩本集結著作，絕大部分是台灣相關研究。這裡面，尤其是與台灣原住民與末次冰期方面的相關論文與著作，最為特殊與貢獻顯著。
二戰末期，鹿野被日本軍方徵召前往印尼北婆羅洲從事民族調查，不久即宣告失蹤。而因為他的學術熱誠與不凡成果，日本境內有學者認為，如果他能於戰火下倖存，戰後必成為日本國內之學界領袖。也因此，在山崎柄根所著的中，稱他為「忘記回來的博物學者」。

## 生平概略

### 早期生活
1906年生於東京的鹿野忠雄，從小熱愛昆蟲研究。1922年，尚於中學就學；十六歲的他於日本學術刊物《昆蟲世界》發表第一篇學術性論文，研究標的物正是蝴蝶。在此論文中，他將利用從小收集的日本本地蝴蝶，依照綱目科種分門別類的研析，提及的蝴蝶種類高達65種。
此篇論文一發表，就深受日本當地學界的讚賞，其中，日本昆蟲學者橫山桐郎還主動聯繫，希望能認識這位「少年昆蟲學者」。之後，鹿野於課外前往橫山博士研究處所課外學習，並在那裡深研昆蟲分類學及相關外語能力。

### 台灣往來與求學生活
因為橫山桐郎曾至台灣做學術研究，對台灣多種族與多樣化生態有著高度評價，鹿野忠雄受其感染影響，於是產生前往台灣研究的動機。而會興起遠走台灣的另一個原因，則是因為濡慕無政府主義的鹿野忠雄，對於日本境內1923年關東大地震後的宣佈戒嚴與右翼軍國勢力突然抬頭感到不安。
1925年，中學畢業後於亞洲北方庫頁島研究的鹿野忠雄選擇並考上了初創的台灣總督府高等學校（1945年戰後改制為台灣省立台北高級中學，已於1952年廢校；原址即為今國立台灣師範大學）就讀。同年春天，前往台北就讀高中的鹿野忠雄，昆蟲研究計劃並未停止。在就學之餘空閒時間，他仍繼續於台灣北部，如烏來，草山等山區探索考察，而主要內容也著重於他早先鍾情的昆蟲研究。1926年，常常翹課的鹿野，仍把精力放在山地的昆蟲採集，並開始對台灣原住民產生興趣。而其研究處所，包括台灣中部的南投布農族、鄒族勢力範圍。1927年，無視學業進度嚴重落後的鹿野繼續於台灣山林研究，並在8月前往紅頭嶼（今蘭嶼）並對其島嶼地理與達悟族有深入的研析，而他也是少數於1920年代末期前往紅頭嶼的日人或學者。翌年，他還將這期間，對於紅頭嶼達悟族大型漁舟之調查報告刊登於日本本地著名民族學專門雜誌－《民族雜誌》，顯示以理科生物學專長的鹿野，在高中這階段，已將部分研究重心跨足到人文科學的民族學。
1928年，鹿野因為上課時數不足，期末考試未參加等理由，遭台北高等學校校方的留級處分，不過他仍於此年前往攀登卓社大山、能高山、奇萊山、中央尖山、南湖大山、合歡山群峰、畢祿山，這階段，他則開始對台灣地理、地質或地形產生高度興趣。1929年，留校察看期間，上課日數還是沒達到校方標準的他，則因自學英文、希臘文與多篇論文發表成果，加上三澤糾校長作保，以致能夠如期畢業。同年順利考上東京帝國大學理學部地理科，而返回日本東京就讀高等教育的鹿野忠雄，也順遂地於1933年畢業。

### 文化雇員與研究
大學畢業後，應臺灣總督府之邀，擔任該政府機構的文化研究相關部門之雇員。雖然所賦予的任務，為從事臺灣原住民及南方民族之研究，不過，仍於理科的生物學和台灣地理有所研究與發表。其中，又以台灣高山的「末次冰期」或冰蝕地形相關論文，最具代表。
1934年，於台灣總督府文化部門擔任雇員，以1931年三度登上台灣次高山（即雪山）主峰頂經驗及1932年發表的台灣高山冰河之文章為基礎，發表了台灣雪山和南湖大山的末期冰河時期地形與冰蝕高山山地的研究論文。此篇與台灣冰河遺跡相關的論文一發表，馬上引起日本學術界極大震撼。1941年，以論文《次高山彙に於ける動物地理学的研究》（雪山動物地理學研究），獲得京都帝國大學理學博士學位。
這些論文重點，在於以親身體驗與所得寫真，證明了台灣雪山山脈具有許多冰蝕地形的特徵：如圈谷和冰斗及漣痕(ripple mark)。由此，不但證實了1929年早坂一郎的台灣高山曾發生冰河的推論，更讓他成為台灣冰河地形第一位發現者。也因為這連串發現與論文發表，本來研究領域為動物學或民族學，不但躋身為日本地形界的重要學者，而更帶動日本境內研究雪山、南湖大山，甚至新高山等台灣山脈的熱潮。直至今日，台灣學術界進行高山地形研究，仍大多引用他的論點。

### 戰爭與失蹤
1941年12月，太平洋戰爭爆發，他於台灣的研究被迫中止。翌年，他被台灣軍軍方指派前往菲律賓，擔任戰爭所需的民族學研究與菲律賓的戰地文化財產管理。期間還營救了德裔美籍教授亨利·奧特雷·貝雅（Henry Otley Beyer）並發現菲律賓巴丹島族民與達悟族民，在語言與文化的相近。
1943年，執行任務完畢返回日本東京的鹿野，利用從貝雅教授學來的新歸納與思考模式，開始於東京的「常民文化研究所」，繼續編寫《台灣原住民族圖譜》，並在歷史民族學刊上，頻繁介紹了日治時期以來，考古遺址的調查情形，如圓山遺址、台灣東海岸的巨石文化、墾丁石棺遺址、蘇澳新城石棺遺址、埔里烏牛欄石棺遺址等等。而這些研究與調查受到東京大轟炸與太平洋戰爭戰事日漸激烈的影響，不得不於1944年中斷。
1944年6月，鹿野以日本陸軍雇員身分赴印尼北婆羅洲從事民族調查，不久便於硝煙瀰漫的南洋戰場失蹤，一說是遭到日本憲兵殺害。1945年8月，二次世界大戰結束，於南洋返鄉的被遣日軍陣中，也未見鹿野忠雄身影。而因為他的學術研究成果與奉獻，有不少學者認為，如果他不失蹤，必定成為日本戰後的人文學界領袖。也因此，部分日人學者稱他為「忘記回來的博物學者」（A Naturalist Who Forgot to Return）。

## 主要著作
（不收入期刊論文）

### 日文
- 鹿野忠雄，臺灣高山地域に於ける二三の地形學的觀察，典藏在國立中央圖書館台灣分館，目前已有微縮、數位檔。
- 鹿野忠雄，新高南山と南玉山の登攀，典藏在國立中央圖書館台灣分館，目前已有複製精裝本。
- 鹿野忠雄，新高東山の登攀，典藏在國立中央圖書館台灣分館，目前已有複製精裝本、微縮資料。
- 鹿野忠雄，臺灣紅頭嶼地名考，出版地、出版者不詳，昭和6年，1931年。典藏在國立中央圖書館台灣分館。
- 鹿野忠雄，紅頭嶼蕃の使用する船，典藏在國立中央圖書館台灣分館，目前已有複製精裝本、微縮資料。
- 鹿野忠雄，1928，新高山彙の動物学的研究（予報），臺北:臺灣山岳會，昭和3年，1928年。
- 鹿野忠雄，1929，臺灣產哺乳類の分布及習性，東京:日本動物學會，昭和4-5年，1929-1930年。
- 鹿野忠雄，1930，臺灣產高山蝶，典藏在國立中央圖書館台灣分館，目前已有複製精裝本、微縮資料。
- 鹿野忠雄，1931，ピヤナン越の山旅，典藏在國立中央圖書館台灣分館，目前已有複製精裝本、微縮資料。
- 鹿野忠雄，1932，臺灣島に於ける小人居住の傳說，出版地不詳 : 出版者不詳，昭和7年，1932年（原發表於《人類學雜誌》47卷3號）。
- 鹿野忠雄，1933，紅頭嶼の動物地理學的研究，典藏在國立中央圖書館台灣分館，目前已有微縮、數位檔。
- 鹿野忠雄，1941，山と雲と蕃人と：臺灣高山行，東京：中央公論社。（日本國會圖書館數位館藏（页面存档备份，存于））
- 鹿野忠雄，1946，東南亞細亞民族學先史學研究，第一卷。東京：矢島書房。
- 鹿野忠雄，1952，東南亞細亞民族學先史學研究，第二卷。東京：矢島書房。
- 鹿野忠雄，2002，山と雲と蕃人と：臺灣高山紀行。東京：文遊社。

### 英文
- Kano, T. 1940. Zoogeographical studies of the Tsugitaka Mountains of Formosa. Shibusawa Institute, Tokyo, Japan.
- Kano, Tadao, and Kokichi Segawa. 1945. An Illustrated Ethnography of Formosan Aborigines: Vol. 1 the Yami. Tokyo: Maruzen.
- Kano, Tadao. 1956. An Illustrated Ethnography of Formosan Aborigines: Vol. 1 the Yami. Revised ed. Tokyo: Maruzen.

### 中文譯本
- 鹿野忠雄，1984，台灣考古學民族學概觀，宋文薰譯。[台中縣]：台灣省文獻委員會。
- 鹿野忠雄，2000，山、雲與蕃人：台灣高山紀行，楊南郡譯註。台北：玉山社。
- 鹿野忠雄，2016,東南亞細亞先史學民族學研究（上、下二冊）,楊南郡譯註。台北：行政院原住民族委員會。

## 相關人物或條目
- 伊能嘉矩
- 金關丈夫
- 森丑之助
- 鳥居龍藏
- 宮本延人
- 移川子之藏
- 馬淵東一
- 國分直一
- 淺井惠倫
- 千千岩助太郎
- 托泰·布典：鹿野忠雄在1933~1942年於臺灣山林研究期間的原住民助理，負責打獵、嚮導、標本採集等作業。兩人情同兄弟、亦師亦友。
- 鹿野氏黑脈螢 （Pristolycus kanoi）：以紀念鹿野忠雄而命名的保育類昆蟲。首次被發現的標本由鹿野於1928年所採集。

## 外部連結
- 台灣歷史辭典：鹿野忠雄[永久]
- 楊允言、黃玉翎：忘記回來的博物學者：評介《鹿野忠雄》

1. ↑  楊南郡; 徐如林.  初版四刷. 臺中市: 晨星出版社. 1994-04-15: 172–196  [2020-08-15]. ISBN 9575832949. （原始内容存档于2013-05-05） （中文（臺灣））.